# Thomas Christopher Collins
Thomas Christopher Collins (Guelph, 16 januari 1947) is een Canadees geestelijke en een kardinaal van de Rooms-Katholieke Kerk.
Collins werd door een van zijn docenten Engels geïnspireerd tot het priesterschap toe te treden. Hij werd op 5 mei 1973 gewijd. Na zijn wijding werkte Collins enige tijd als pastor en als docent, alvorens hij naar Rome vertrok voor een studie aan het Pauselijk Bijbelinstituut en later aan het Gregoriana.
Op 25 maart 1997 werd Collins benoemd tot bisschop-coadjutor van Saint Paul in Alberta. Hij ontving zijn bisschopswijding op 14 mei 1997. Als wapenspreuk koos Collins "Deum Adora" (Aanbid God, Openbaringen 22:9). Reeds na enkele maanden volgde Collins Raymond Roy op als bisschop van Saint Paul in Alberta. In 1999 werd Collins aartsbisschop van Edmonton en in 2006 aartsbisschop van Toronto.
In het consistorie van 18 februari 2012 werd Collins kardinaal gecreëerd met de rang van kardinaal-priester. Zijn titelkerk werd de San Patrizio. Collins nam deel aan het conclaaf van 2013.
Collins ging op 11 februari 2023 met emeritaat.
- Biblioteca Nacional de España: XX5332681
- International Standard Name Identifier: 0000 0001 0168 6954
- Library of Congress Control Number: n2010071083
- Nederlandse Thesaurus van Auteursnamen: 337993955
- Virtual International Authority File: 160175641
- WorldCat: E39PCjHwrMppDXdd4W9Gr4RfG3